# Съюз на химиците в България
Съюзът на химиците в България е професионално сдружение на химици и други специалисти, работещи в областта на химическата наука и промишленост. То е член на Федерацията на научно-техническите съюзи. През по-голямата част от съществуването си издава списание „Химия и индустрия“.
Съюзът е създаден е през 1924 г. като Съюз на българските химици и обединява няколко химически дружества, най-старото от които е основано през 1901 г. в София. До 20 юли 1942 г. се провеждат седемнадесет редовни конгреса на съюза. През 1945 година организацията е преименувана на Съюз на българските химици и инженер-химици и е включена в състава на Научно-техническите съюзи, а през 1950 г. е закрита. Възстановена е през 1966 г.